# 벡트렉스

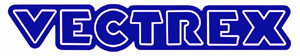
로고.

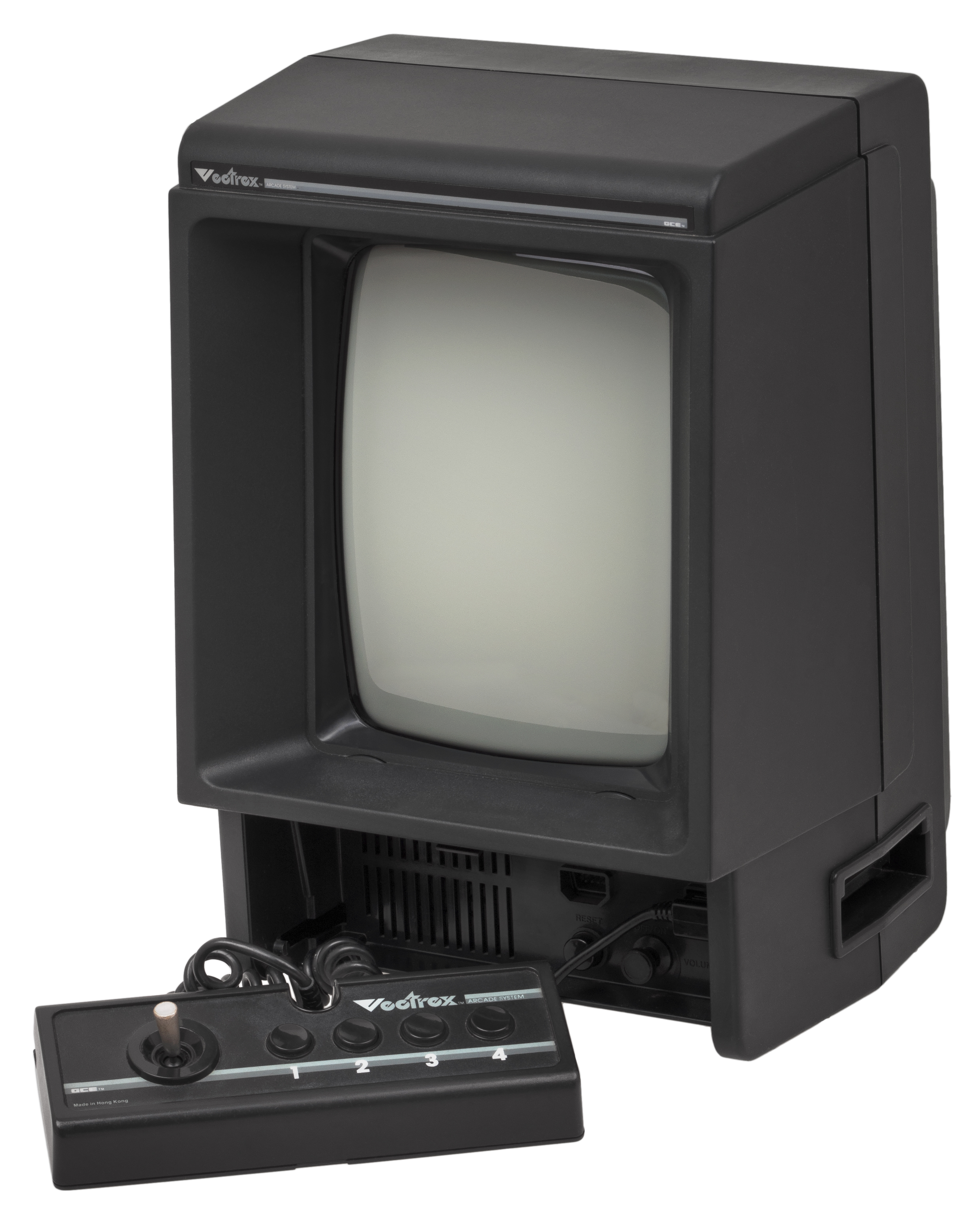
벡트렉스의 모습.

벡트렉스(Vectrex)는 스미스 엔지니어링(Smith Engineering)에서 개발한 8비트 가정용 게임기이다. 판매는 제너럴 컨슈머 일렉트릭(GCE)에서 담당하였으며 1982년 11월에 199$의 가격으로 발매하였다.

## 특징
벡트렉스는 가정용 게임기로서는 유일하게 벡터 그래픽 방식으로 TV에 연결할 필요 없이 본체에 내장된 9x11인치 흑백 모니터로 플레이 할 수 있었다. 사운드 또한 본체의 스피커로 출력되었으며 사운드 볼륨 조절 손잡이는 전원 버튼의 역할도 겸했다. 컨트롤러는 4방형의 아날로그 조이스틱과 4버튼으로 구성되어 있었고 본체에 아타리 방식과 비슷한 D-SUB 9핀 단자가 2개가 있어 두 명이 동시에 플레이 할 수 있었다. 게임은 마인스톰(Minestorm)이 기본 내장되어 있었고 그외에 롬 카트리지 방식으로 본체 오른쪽에 슬롯이 있으며 일부를 제외하고 게임마다 오버레이라는 배경이 그려진 투명판을 모니터에 붙여 재미를 상승시켰다. 가정용 게임기에서 오버레이를 사용한 다른 예로는 마그나복스 오디세이가 있다.

## 같이 보기
- 마이크로비전